# La Maison du Scorpion
La Maison du Scorpion (titre original : The House of the Scorpion)  est un roman de science-fiction écrit par l'écrivaine Nancy Farmer, paru en 2002. Il parle de Matteo Alacran, le jeune clone d'un baron de la drogue du même nom, généralement appelé « El Patron ». Il s'agit d'une histoire sur la lutte pour survivre en tant qu'individu libre. Il a remporté le US National Book Award pour la littérature de jeunesse, a été nommé livre d'honneur Newbery et a été finaliste du prix Michael L. Printz. Dans la fiction spéculative, il a été nommé pour le prix Locus du meilleur roman pour jeunes adultes et le prix Mythopoeic (enfants).

## Résumé
Ce que l'on ignore au début
L'histoire se déroule dans le pays de l'Opium, une bande de terre entre le Mexique (désormais appelé Aztlan) et les États-Unis. L'opium en question est essentiellement produit par un producteur d'opium, dont le plus fortuné est Matteo Alacran, également connu sous le nom El Patron. El Patron force de travail ce qui se compose de clandestins dont la Patrouille de ferme (ex-criminels qui sont tentés par l'offre de protection de la police qui les asservit quand ils les attrapent lors du franchissement de la frontière dans les deux sens). Ces immigrants illégaux deviennent « eejits », hommes et femmes avec des puces informatiques implantées dans le cerveau, ce qui les rend plus ou moins zombies qui ne peuvent accomplir que des tâches simples. Ces eejits continuent d'agir, jusqu'à ce qu'ordre leur soit donné de cesser. Si un eejit n'arrête pas sa tâche sur ordre, il va continuer jusqu'à ce qu'il meure.
Le personnage principal, Matt, est un clone d'El Patron, incroyablement puissant baron de la drogue de 140 ans qui a l'intention de prélever ses organes quand ses propres organes faibliront. Matt a été « cultivé » à partir d'un ensemble de cellules prélevées d'El Patron pendant des décennies, puis congelées. Il a mûri dans un tube à essai, puis transféré dans une vache porteuse quand il est devenu évident qu'il allait survivre.
L'histoire commence
L'histoire est racontée du point de vue du jeune clone, à la manière simpliste, mais puissante et complice de la Comtesse de Ségur. Pendant les six premières années de sa vie, il vit avec Celia, un cuisinier qui travaille dans le manoir d'El Patron. Un jour, il est découvert par deux enfants (Emilie et Steven). Le lendemain, ils reviennent, et apportent leur sœur Maria, qui captive immédiatement Matt. Ils l'observent par la fenêtre pendant un certain temps, mais bientôt s'ennuient et le quittent. Matt est tellement solitaire qu'il fracasse la fenêtre et saute pour les suivre. N'ayant jamais connu la douleur auparavant, il n'était pas au courant du danger de sauter pieds nus sur du verre brisé. Les enfants le portent à la demeure d'El Patron pour le soigner. Les gens là-bas le traitent aimablement jusqu'à ce que l'arrière-petit-fils d'Alacran vienne et le reconnaisse comme un clone.
Pendant les prochains mois, il est traité comme un animal par la plupart des Alacran, et est enfermé dans une pièce remplie de sciure de bois tel un détritus. Les habitants de la Grande Maison, quant à eux, sont tellement dégoûtés par lui que tout le monde passent par différentes ailes de la maison, comme s'ils ont peur d'une contamination. Toutefois, Maria découvre où il est maintenu et informe Celia, qui raconte à El Patron les conditions immondes de vie de Matt et son traitement abusif. El Patron punit immédiatement la servante qui était responsable de Matt, donne à Matt ses vêtements et sa propre chambre, et donne l'ordre à tout le monde de le traiter avec respect. Matt se voit également donner un garde du corps, nommé Tam Lin, qui devient une figure paternelle pour lui. Pourtant, tout le monde mis à part Celia, Maria et Tam Lin regarde Matt avec une répulsion mal déguisée.
Matt vit dans la grande maison durant ses sept prochaines années. Lui et Maria deviennent rapidement amis, et l'amitié peu à peu s'épanouit dans la romance. Cependant, Matt est délibérément maintenu dans l'obscurité par tout le monde sur son identité (et son but) jusqu'à ce qu'une plaisanterie cruelle lui révèle qu'il est un clone. Matt découvre également que tous les clones sont censés être injecté lors de « récolte » avec un composé qui paralyse leurs cerveaux et les transforme en un peu plus que capable de se débattre, la bave aux lèvres. Dès lors, il étudie et pratique le piano comme une vengeance, dans un état de déni. Dans son cœur, Matt connaît déjà la raison de son existence, mais il se convainc qu'El Patron n'embaucherait pas des tuteurs pour lui et le regarderait s'amuser s'il a l'intention de le tuer à la fin. El Patron doit vouloir Matt pour diriger le pays quand il ne sera plus là.
Hélas, les pires craintes de Matt sont réalisées : El Patron a une quasi-fatale crise cardiaque. Matt et Maria, qui se sont rendu compte qu'ils s'aimaient, tentent de fuir dans le chaos qui s'ensuit, mais sont trahis par Steven et Emilia. María est enlevé, et Matt se dirige vers l'hôpital de la Grande Maison, où El Patron confirme qu'il ne vivait que pour le maintenir, El Patron, à la fin de sa vie. À ce moment-là, Celia révèle qu'elle a donné des doses à Matt soigneusement mesurées d'arsenic, qui, bien que pas assez grandes pour tuer Matt, serait certainement fatale à un cœur frêle comme celui d'El Patron. El Patron entre dans une telle rage qu'il en meurt. M. Alacran et Tam Lin ont pour ordres de disposer de Matt ; Tam Lin prétend se conformer, le lie à un cheval et monte loin pour « disposer » de lui. Mais au contraire, il donne des fournitures à Matt et lui donne un chemin d'accès vers Aztlan.
En arrivant à Aztlan, Matt rencontre une sorte de colonie pénitentiaire pour les orphelins. Ces orphelins sont appelés les « Lost Boys », et Matt est envoyé pour vivre avec eux par un groupe d'hommes connus comme les « gardiens », qui sont de fervents adeptes du marxisme. Les Gardiens exploitent les fermes de plancton, ce qui oblige les orphelins à faire le travail manuel et subsister sur le plancton. Les Gardiens profitent gros du luxe et de la nourriture délicieuse, affirmant que cela est juste parce qu'ils « gagné » le droit de le faire en travaillant dur pendant leur enfance.
Matt est d'abord un paria parce que les autres garçons pensent qu'il est un enfant gâté aristocrate. Cependant, Matt devient un héros quand il défie les Gardiens et conduit les garçons dans une rébellion contre eux. Il fuit avec ses amis parmi les Lost Boys. Ils luttent pour accéder à la ville la plus proche, San Luis, puis aller au couvent trouver Maria et sa mère Esperanza qui détient le pouvoir politique.
Esperanza remercie les garçons pour lui donner une excuse de charger les Gardiens pour trafic de drogue : depuis des années, tout le monde connaissait à leur sujet, mais personne n'a eu suffisamment de preuves pour un mandat de perquisition. Matt apprend également que l'opium est en l'isolement. Il parvient à ré-entrer dans le pays, mais seulement pour apprendre que plus aucun Alacran dans le domaine n'est vivant, à l'exception de Celia, Daft Donald, et M. Ortega. Tam Lin et tout le monde dans le domaine ont bu du vin empoisonné qu'El Patron voulait servi lors de ses funérailles. El Patron voulait diriger l'entreprise de sorte que tout le monde meure avec lui. Matt, l'héritier génétique d'El Patron, est le nouveau maître de l'opium, mais décide de démanteler le régime.